# Feuerwehr in Albanien
Die Feuerwehr in Albanien besteht aus über 1200 Berufsfeuerwehrleuten. Freiwillige Feuerwehrleute gibt es in Albanien nicht.

## Allgemeines

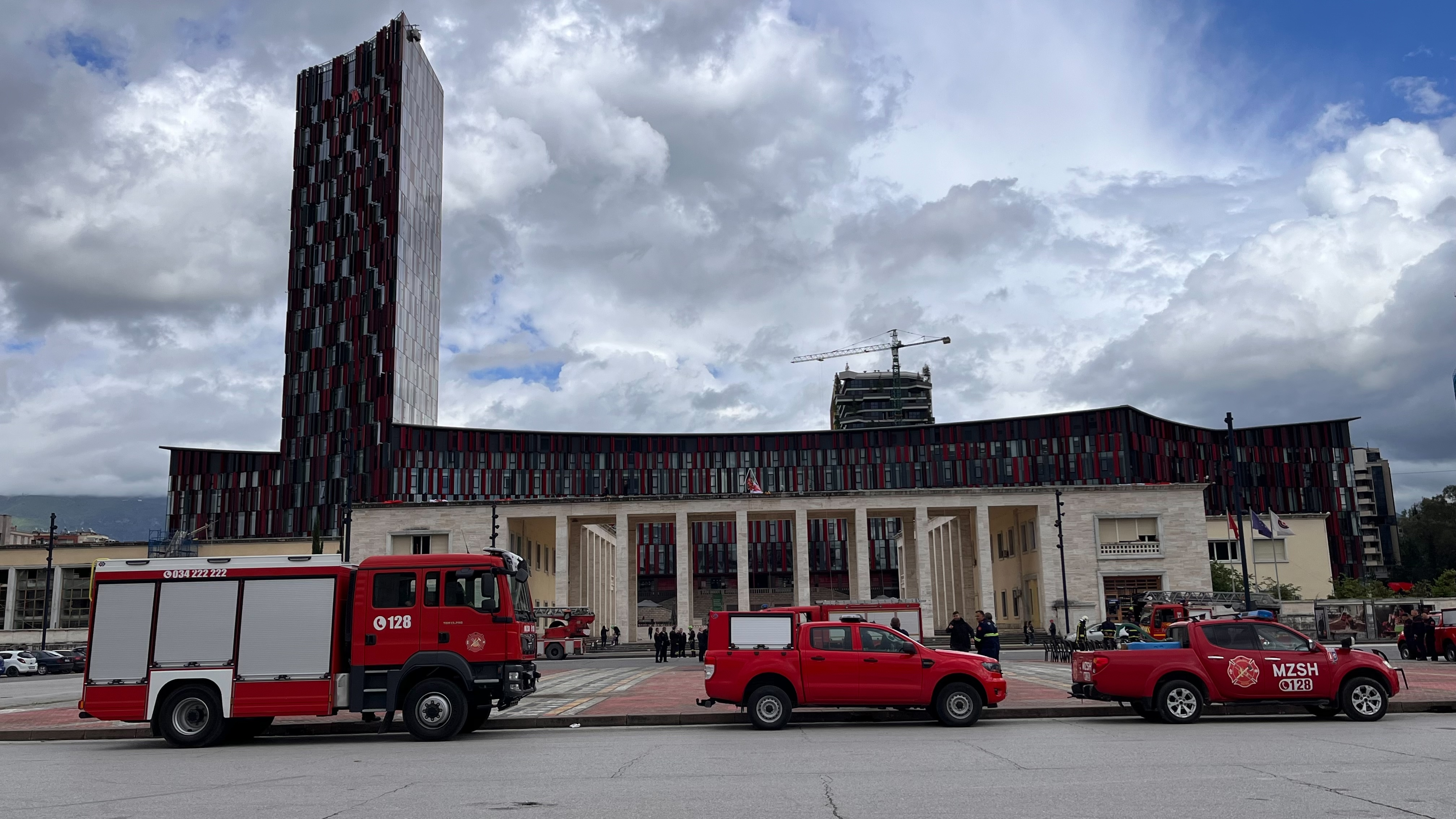
Verschiedene Feuerwehrfahrzeuge in Tirana (2024)

In den 61 Bashkie Albaniens bestehen 70 Feuerwachen und Feuerwehrhäuser, in denen 150 Löschfahrzeuge und Drehleitern beziehungsweise Teleskopmasten für Feuerwehreinsätze bereitstehen. Insgesamt sind 1250 Berufsfeuerwehrleute tätig. In den Jahren 2015 bis 2020 wurden rund 30 Feuerwehrfahrzeuge angeschafft; zudem wurden dem Land rund 15 Fahrzeuge von ausländischen Feuerwehren gespendet.
Im Jahr 2020 wurden die Feuerwehren zu 9601 Einsätzen alarmiert, darunter waren 6696 Brände. Die übrigen Alarmierungen erfolgten zur Rettung von Menschenleben oder Eigentum.
Die Ausrüstung wird allgemein als alt und unzureichend beschrieben. Die Feuerwehr sei unzureichend ausgerüstet für die Bekämpfung der vielen Waldbrände. Es fehlen an Ausrüstung, geländegängigen Fahrzeugen und Wärmekameras. Gerade für größere und komplexere Brände fehle es an Ausrüstung und Personal, hielt ein Weltbank-Bericht von 2021 fest.

## Geschichte
Der Feuerwehr- und Rettungsdienst wurde im Jahr 1945 unter dem Namen „Feuerwehrpolizei“ gegründet, die damals Teil der „Volkspolizei“ war. Im Jahr 1991, während des Übergangs des politischen Systems in Albanien, wurden mehrere Änderungen am nationalen Feuerwehrgesetz vorgenommen. Bis 2017 wurde der Feuerwehr- und Rettungsdienst vom Präfekten für jeden der zwölf Landkreise Albaniens kommandiert. Aber mit dem wachsenden Bedarf an dem Dienst und der Notwendigkeit, alle Abteilungen und den Feuerwehrfuhrpark im ganzen Land zu erneuern und aufzurüsten, beschloss der Ministerrat Albaniens, einige der Feuerwehr- und Rettungsdienste zu dezentralisieren und ihre Leitung an die Städte und Gemeinden zu übergeben.

## Feuerwehrorganisationen

Logo der Feuerwehr in Albanien bis 2015

### Generaldirektion für Feuer und Rettung (DPMZSH)
Die Generaldirektion für Feuer und Rettung (albanisch: Drejtoria e Përgjithshme Mbrojtjes nga Zjarri dhe për Shpëtim (DPMZSH)) ist eine Regierungsbehörde in der Republik Albanien. Der Brandschutz- und Rettungsdienst arbeitet nach Gesetz Nr. 152/2015. Der MZSH-Dienst ist eine spezialisierte Struktur mit ständiger Bereitschaft. Die Mission dieses Dienstes ist Inspektion, Prävention, mit Brandschutzmaßnahmen, Intervention zum Löschen von Bränden, Rettung von Leben, Vieh, Eigentum, Umwelt, Wäldern und Weiden bei verschiedenen Unfällen, Naturkatastrophen sowie solchen, die durch menschliche Hand verursacht wurden.
Die Aufgaben der Behörde DPMZSH:

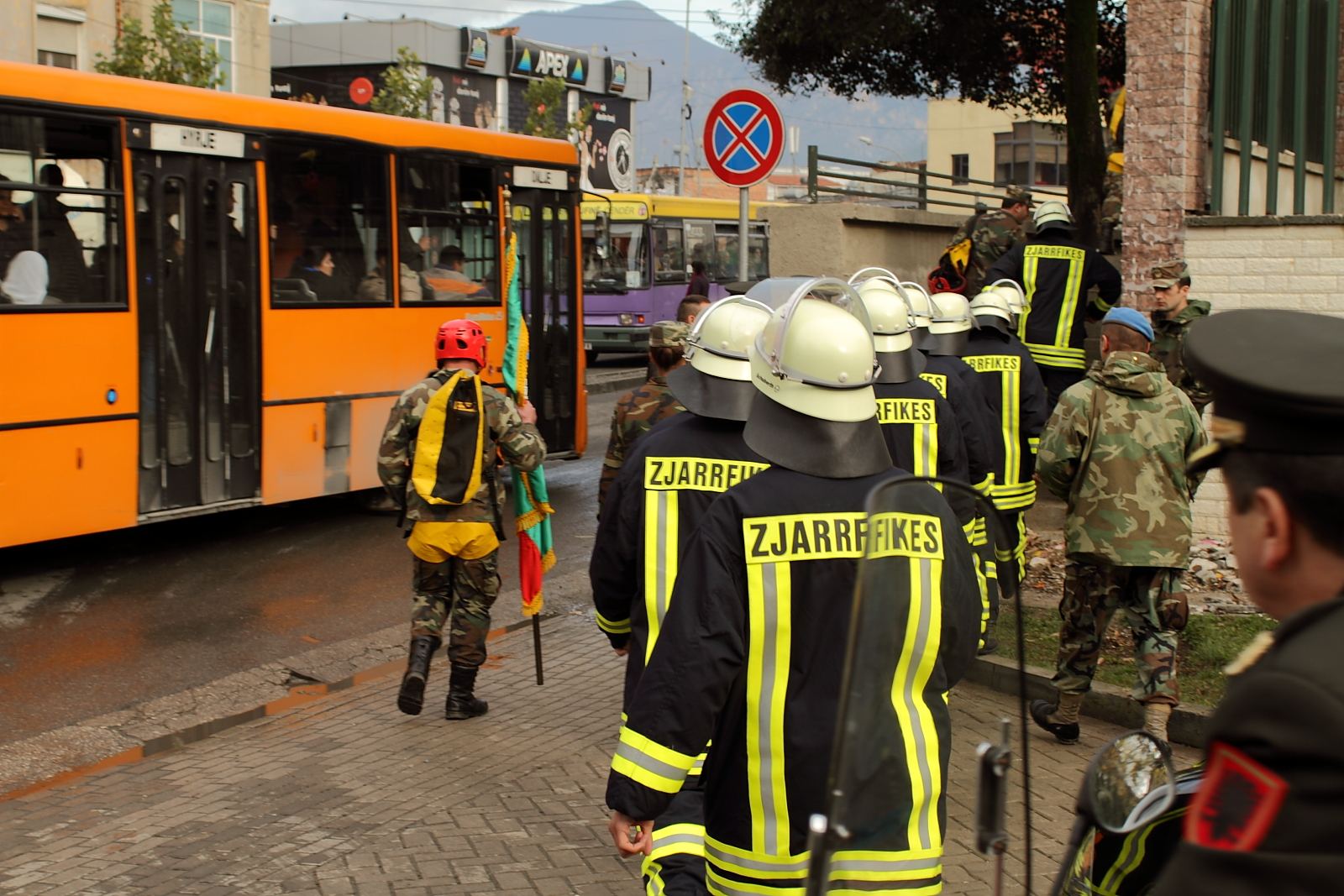
Albanische Feuerwehrleute in Tirana

- Sie erstellt Entwürfe für Brandschutz- und Rettungsvorschriften gemäß den geltenden internationalen Normen, die durch Beschluss des Ministerrates genehmigt werden;
- sie koordiniert und koordiniert die Tätigkeit der MZSH-Stationen der Gemeinden und befiehlt den Einsatz mit ihren Kräften, Fahrzeugen und Löschgeräten bei Massenbränden oder anderen Situationen für komplexe Rettungseinsätze, die den Einsatz von Diensteinheiten aus mehreren Gemeinden erfordern;
- sie kooperiert und koordiniert die Tätigkeit des MZSH-Dienstes mit den zentralen Strukturen der Staatspolizei, der Streitkräfte, des Zivilschutzes, des medizinischen Notfalldienstes und anderer zentraler Institutionen, um die öffentliche Sicherheit zu erhöhen;
- sie arbeitet mit Institutionen, anderen internationalen Organisationen (wie dem Weltfeuerwehrverband CTIF und dem Deutschen Feuerwehrverband), Partnerdiensten und Nichtregierungsorganisationen zusammen;
- sie organisiert die Arbeiten zur Wahrnehmung der Aufgaben im Zusammenhang mit der Qualifizierung und Ausbildung des örtlichen Dienstpersonals der MZSH, des Brandschutz- und Rettungspersonals, der Objekte von wirtschaftlicher und strategischer Bedeutung und des Freiwilligendienstes für Brandschutz und Rettung;
- sie organisiert die Arbeit für die Funktionen im Zusammenhang mit der Inspektion.[1]

### MZSH-Service auf zentraler und lokaler Ebene
Der MZSH-Service ist auf zentraler und lokaler Ebene organisiert:
- Die Generaldirektion Brandschutz und Rettung stellt die zentrale Ebene dar;
- die Direktion und der Dienstleistungssektor der MZSH in der Gemeinde repräsentiert die lokale Ebene.

Die Generaldirektion der MZSH vertritt in Abhängigkeit vom Minister für öffentliche Ordnung und Sicherheit als juristische Person mit besonderem Status die oberste Fach-, Verwaltungs- und Aufsichtsbehörde, Dienstleiterin der MZSH und ist dem für die Aufgabenerfüllung zuständigen Minister unterstellt. Die Generaldirektion der MZSH ist in Direktionen mit Inspektions-, Koordinations-, Schulungs- und Logistikfunktionen organisiert.
Die Direktion und der Dienstleistungsbereich der MZSH auf lokaler Ebene ist eine dem Bürgermeister unterstellte Struktur. Sie stellt die grundlegende Betriebs- und Inspektionsstruktur im Bereich Brandschutz und Rettung in ihrem Zuständigkeitsbereich dar und berichtet über die Erfüllung der Aufgaben dem Bürgermeister und der Generaldirektion der MZSH.
Aufgaben der Direktion und des Servicebereichs der MZSH:
- Sie organisiert, leitet, koordiniert die Tätigkeit des MZSH-Dienstes für den Einsatz in Fällen von Brandbekämpfung, Rettung von Leben, Vieh, Eigentum, Umwelt, Wäldern und Weiden bei verschiedenen Unfällen, Naturkatastrophen sowie solchen, die von Menschenhand verursacht wurden;
- sie leitet das Löschen von Großbränden und die Durchführung von Maßnahmen durch Feuerwehrpersonal, um das Leben von Menschen und Eigentum zu retten;
- sie organisiert die Arbeit zur Kontrolle von Brandschutzmaßnahmen durch programmierte und autorisierte Inspektionen von Einrichtungen auf dem Gebiet der Gemeinde gemäß den Grundsätzen der geltenden Gesetzgebung;
- sie ist verantwortlich für die Bereitschaft von Feuerwachen, für Löschfahrzeuge und -ausrüstung, um die Effizienz des rechtzeitigen Eingreifens zu erhöhen, um Brände zu löschen und bei Katastrophen Leben zu retten;
- sie bewertet die Genehmigung von Brandschutz- und Rettungsprojekten, jedes in der Gemeinde beantragte Projekt sowie jede Änderung des Verwendungszwecks von Einrichtungen oder darin ausgeübten Tätigkeiten für Brandschutz- und Rettungsmaßnahmen;
- sie arbeitet mit lokalen Regierungsstrukturen zusammen, um die Arbeit für die Einrichtung freiwilliger Brandschutzstrukturen und ihre professionelle Anpassung gemäß den Bestimmungen des Gesetzes 152/2015 zu organisieren;
- sie organisiert Demonstrationsübungen mit der Gemeinde und verschiedene Themen zur Vermittlung von Brandschutzwissen.[1]

## Feuerwehr Tirana
In der Feuerwehr der Hauptstadt Tirana wurden neben dem allgemeinen Feuerwehrdienst spezifische Teams eingerichtet und ausgebildet: ein Team für Erdbebeninterventionen, ein Einsatzteam für Höhen- und Tiefenrettungen sowie ein Team für ABC-Schutz (CBRN).